# 바바 노부하루

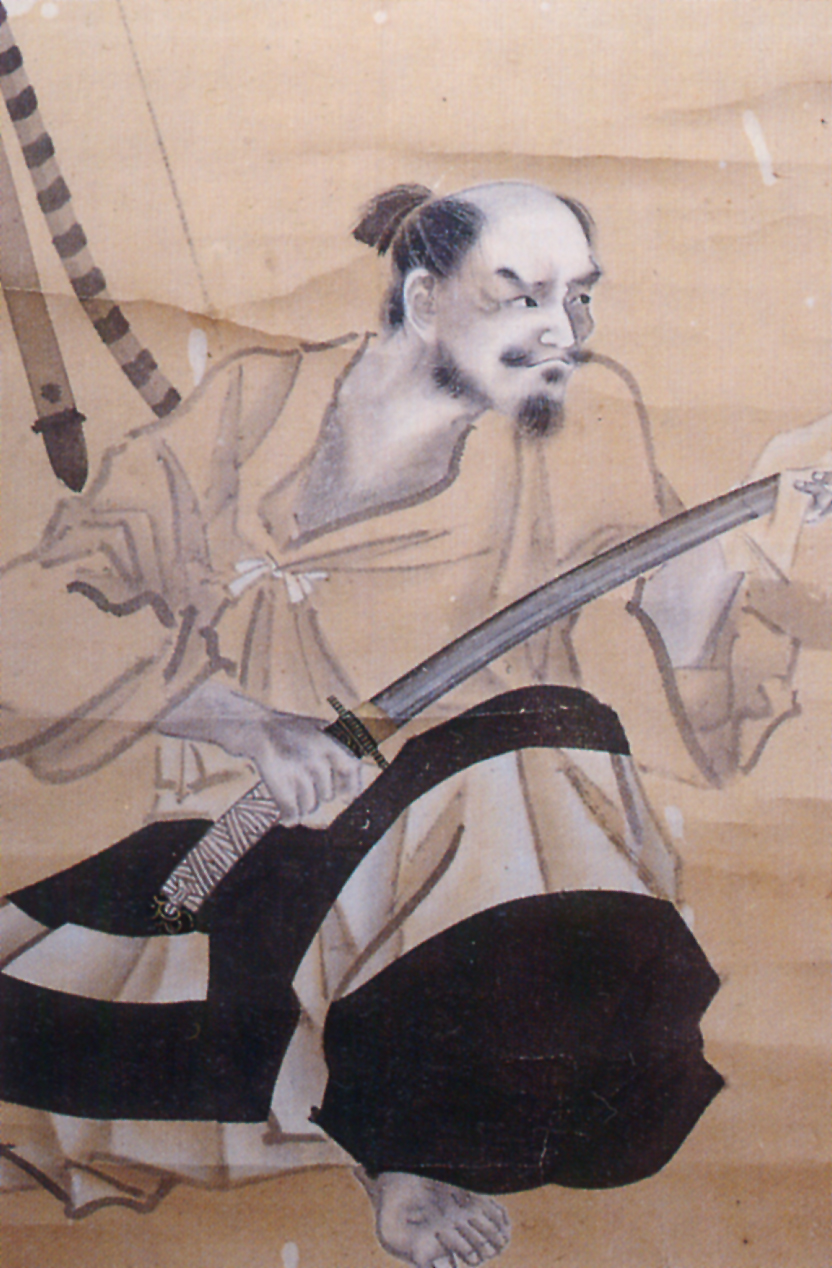
바바 노부하루

바바 노부하루/노부후사(일본어: 馬場 信春/信房, 1515년 ~ 1575년 6월 29일) 센고쿠 시대의 무장으로, 교라이시 노부야스(教来石信保)의 아들이다. 초명은 교라이시 가게마사(일본어: 教来石 景政).

## 생애

### 다케다 노부토라 시대
바바 노부하루는 다케다 노부토라(武田 信虎) 시대부터 다케다 가문을 섬겼고, 신겐의 첫 전투인 운노구치 성(海ノ口城)을 공격해 적장 히라가 겐신(平賀 玄信/源心)를 죽이는 공훈을 세웠다. 이후, 바바 노부하루는 1541년 다케다 하루노부의 아버지 노부토라를 추방하고, 다케다 하루노부를 당주를 추대하는 것에 가담하였다.

### 다케다 신겐 시대
신겐이 다케다 가문의 당주가 되자, 신겐은 스와(諏訪)·이나(伊那)를 공략하였고, 바바 노부하루는 스와(諏訪)·이나(伊那) 공략에 참전하여 공을 세운다. 이 때, 다케다 신겐은 텐쇼 15년(1546년)에 바바 도라사다(馬場虎貞)가 다케다 노부토라에 의해 살해되었고, 그가 다케다 일족 대대로 이어온 명문인 바바 씨를 계승하는 것이 허락되었다. 그리고 말 50필을 받고, 사무라이 대장이 되었다.
그 이후에도 신겐의 시나도 공략에 참가하여 무공을 세워, 에이로쿠 2년(1559년)에 말 120필이 가증되었다. 1555년과 1561년에 있었던 가와나카지마 전투에 참전하였고, 4차 가와나카지마 전투에서 별동대를 이끌었다. 에이로쿠 11년(1568년)에는 스루가(駿河)공략에 참전, 1569년에는 미마세고개전투(三増峠の戦い)에서 호죠 군과 전투를 하여 무공을 세웠다. 바바 노부하루는 1572년 미카타가하라 전투에도 참전하여, 도쿠가와 군을 패배시키고 하마마쓰(浜松) 성까지 추격하는 공훈을 세웠다.

### 최후
겐키(元亀) 3년, 신겐이 사망하자, 신겐의 아들인 다케다 가쓰요리(武田 勝賴)를 야마가타 마사카게(山県 昌景)와 함께 보좌하였다. 1575년 5월, 나가시노 전투에서 야마가타 마사카게와 함께 철퇴를 진언하였으나, 다케다 가쓰요리는 그 진언을 받아들이지 않았다.
5월 21일, 오다, 도쿠가와 연합군과의 전투를 하였다. 수적으로 불리한 다케다 군은 전선이 차례대로 무너졌고, 장수들이 차례대로 전사하였다. 이 때, 바바 노부하루는 오다 노부나가 군에 맞서 돌격하다 전사하였다. 『노부나가 공기(信長公記)』에서 "바바 미노노카미의 전의의 움직임, 비교할 자가 없다"라고 평가받은 최후였다고 적고 있다.

## 일화
- 바바 노부하루는 모략, 축성에 뛰어났다고 하였다.
- 바바 노부하루는 재물에 초연한 무장으로서 신겐(信玄)이 이마가([今川) 가문의 보물을 약탈하려 하자 이를 말려 보물을 불 속에 던져 버린 일화가 있다.
- 축성술에 뛰어난 바바 노부하루는 축성술을 야마모토 간스케(山本 勘助)에게 배웠다고 하였다.